# Buddy Rogers
Herman C. Rohde, Jr. (Camden, Nueva Jersey; 20 de febrero de 1921-Fort Lauderdale, Florida; 26 de junio de 1992), más conocido como "Nature Boy" Buddy Rogers fue un luchador profesional estadounidense y una de las más grandes estrellas de la lucha libre profesional del comienzo de la era de la televisión. Sus actuaciones inspiraron generaciones de luchadores profesionales, como a "Nature Boy" Ric Flair, quien no solo usó el sobrenombre de Rogers, sino que también imitó su apariencia, su actitud, y su movimiento final, la figure four leglock.
Fue el primer luchador profesional en ganar el Campeonato de la WWE y el Peso Pesado de la NWA. Forma parte del WWE Hall of Fame desde 1994.

## Biografía
Hijo de  padres inmigrantes alemanes, Rogers fue oficial de policía de Nueva Jersey antes de ser descubierto por un promotor local y pronto se convirtió en un luchador estelar usando su verdadero nombre alrededor de su ciudad natal, donde obtuvo su primera gran victoria sobre Ed "Strangler" Lewis.
En 1961, la National Wrestling Alliance (NWA) organizó una pelea entre Rogers y Pat O'Connor en el estadio Comiskey Park de Chicago. El evento, que fue promocionado como "El encuentro del siglo", reunió a 38.622 espectadores y mantuvo el récord de asistencia de la lucha libre norteamericana hasta Wrestlemania III en 1987. Rogers ganó la pelea y recibió el Campeonato Mundial Peso Pesado de la NWA. Su reinado fue criticado por algunos promotores de lucha libre que consideraron que Rogers privilegiaba los eventos organizados en el noreste de Estados Unidos, en detrimento de las ciudades del sur y medio oeste.
Luego de que Rogers perdió el título de la NWA contra Lou Thesz en enero de 1963, los promotores del noreste Toots Mondt y Vincent J. McMahon criticaron la decisión y se desafiliaron de la compañía para crear su propia organización de lucha libre, la World Wide Wrestling Federation (WWWF, actual WWE). Rogers fue anunciado como el primer campeón mundial peso pesado de la WWWF, un título que según la compañía había ganado tras derrotar a Antonino Rocca en un torneo en Río de Janeiro. Aunque el torneo nunca existió, esa versión forma parte de la historia oficial de la empresa. El campeonato fue posteriormente traspasado a Bruno Sammartino, que derrotó a Rogers el 17 de mayo de 1963 en 48 segundos.
Debido a un delicado estado de salud producto de problemas cardiacos, Rogers limitó su esfuerzo físico como luchador durante la década de 1960, participando solo en peleas en parejas y luchas de corta duración. Tras permanecer alejado de la actividad por aproximadamente una década, regresó a la lucha libre a finales de los años 1970 para desarrollar una rivalidad con Ric Flair, que había adoptado su apodo "Nature Boy". Ambos se enfrentaron en 1979, en un evento llamado Battle of the Nature Boys, donde Flair venció a Rogers. Durante esa época también trabajó como mánager de los luchadores Jimmy Snuka, Ken Patera y Big John Studd.
Rogers falleció en 1992, debido a complicaciones de un ataque cardíaco y múltiples accidentes cerebrovasculares. Dos años después fue incluido de manera póstuma en el Salón de la Fama de la WWE.

## Campeonatos y logros
- American Wrestling Association
  - AWA Eastern States Heavyweight Championship (1 vez)
  - AWA World Heavyweight Championship (Ohio version) (3 veces)
- Midwest Wrestling Association
  - MWA Ohio Tag Team Championship (4 veces) — con Great Scott (3) and Juan Sebastian (1)
- Montreal Athletic Commission
  - World Heavyweight Championship (Montreal version) (3 veces)
- NWA Capitol Wrestling
  - NWA United States Tag Team Championship (Northeast version) (2 veces)— con Johnny Valentine (1) and Johnny Barend (1)
- NWA Chicago
  - NWA World Heavyweight Championship (1 vez)
  - NWA United States Heavyweight Championship (Chicago version) (1 vez)
- NWA Mid-America
  - NWA Mid-America Heavyweight Championship (1 vez)
- NWA San Francisco
  - NWA World Tag Team Championship (San Francisco version) (1 vez) — con Ronnie Etchison
- NWA Western States Sports
  - NWA North American Heavyweight Championship (Amarillo version) (1 vez)
- Pro Wrestling Illustrated
  - PWI Stanley Weston Award (1990)
- Professional Wrestling Hall of Fame and Museum
  - Class of 2002 (Television Era)
- Southwest Sports Inc.
  - NWA Texas Heavyweight Championship (1 vez)
  - Texas Heavyweight Championship (4 veces)1
  - Texas Tag Team Championship (1 vez) — con Otto Kuss
- World Wide Wrestling Federation / World Wrestling Federation
  - WWF Hall of Fame (Class of 1994)
  - WWWF United States Tag Team Championship (2 veces) — con Johnny Valentine (1) and Johnny Barend (1)
  - WWWF World Heavyweight Championship (1 vez y el primero)
- Wrestling Observer Newsletter awards
  - Wrestling Observer Newsletter Hall of Fame (Class of 1996)
- Other titles
  - Maryland Eastern Heavyweight Championship (3 veces)
  - World Heavyweight Championship (Jack Pfeffer version) (5 veces)

1Cinco de los seis reinados de Rogers con el Campeonato de Peso Pesado de Texas de la NWA ocurrieron antes de que el título quedara bajo el control de la NWA y antes de que se creara la NWA. La situación es la misma con respecto al reinado de Rogers con el Campeonato en Parejas de NWA Texas.